# L'Intruse (film, 1929)
Pour les articles homonymes, voir L'Intruse.
Pour plus de détails, voir Fiche technique et Distribution.
L'Intruse (titre original : The Trespasser) est un film pré-Code américain réalisé par Edmund Goulding, sorti en 1929, à la fois en version muette et sonore.

## Synopsis
Une sténographe tombe amoureuse d'un jeune homme de bonne famille et l'épouse, mais sa famille, opposée à cette union, fait annuler le mariage.

## Fiche technique
- Titre : L'Intruse
- Titre original : The Trespasser
- Réalisateur : Edmund Goulding
- Scénariste : Edmund Goulding
- Directeur de la photographie : George Barnes, Gregg Toland
- Montage : Duncan Mansfield, James B. Morley
- Musique : Josiah Zuro
- Décors : Stephen Goosson
- Costumes : Ann Morgan
- Producteur : Edmund Goulding
- Sociétés de production : Gloria Productions
- Ingénieur d u son : George Ellis[1]
- Pays de production :  États-Unis
- Langue : Anglais
- Format : Noir et blanc — 35 mm — 1,37:1 — Son : Mono (RCA Photophone System)
- Genre : Drame
- Durée : 90 minutes
- Dates de sortie : 
  - États-Unis : 11 novembre 1929
  - France : 14 novembre 1930

## Distribution
- Gloria Swanson : Marion Donnell
- Robert Ames : Jack Merrick
- Henry B. Walthall : Fuller
- Purnell Pratt : Hector Ferguson
- Wally Albright : Jack Merrick
- William Holden : John Merrick Sr.
- Blanche Friderici : Mlle Potter (infirmière)
- Kay Hammond : Catherine 'Flip' Merrick
- Marcelle Corday : Blanche (servante)
- Ed Brady : Fred